# Hypsistozoa obscura
Hypsistozoa obscura är en sjöpungsart som beskrevs av Kott 1969. Hypsistozoa obscura ingår i släktet Hypsistozoa och familjen Holozoidae. Inga underarter finns listade i Catalogue of Life.